# Central nuclear de Kozloduy
La Planta de Energía de Kozloduy en Bulgaria, está situada a 180 km al norte de Sofía y 5 km al este de Kozloduy, una ciudad en los márgenes del río Danubio, cerca de la frontera con Rumania. Es la única central nuclear del país, y su construcción se inició el 6 de abril de 1970.
La planta de Kozloduy gestiona seis VVER con una potencia de salida total de 3760 MWe. Cuatro son viejos reactores VVER-440 V230 y, según un acuerdo suscrito en 1993 entre la Comisión Europea y el gobierno búlgaro, las unidades 1 y 2, se desconectaron a finales de 2002. Las unidades 3 y 4, lo fueron a finales de 2006, inmediatamente antes al acceso de Bulgaria a la Unión Europea. Las Unidades 5 y 6, construidas en 1988 y 1993 respectivamente, son reactores V-320 más nuevos.
La planta suministraba el 44% de las necesidades de electricidad de Bulgaria y permitían al país exportar alrededor del 20% de su electricidad a Serbia, Rumania y Turquía. Con el cierre de las unidades 1 y 2, en marzo de 2006, la exportación era del 14%.
http://english.people.com.cn/200603/10/eng20060310_249441.html].